# Yoritomo Minamoto
Yoritomo Minamoto (jap. 源 頼朝 Minamoto Yoritomo; ur. 9 maja 1147, zm. 9 lutego 1199) – siódmy siogun w historii Japonii i pierwszy z siogunów z okresu Kamakura (1185–1333) ustanowiony przez ród Minamoto w roku 1192, był nim do roku 1199.

## Wczesne lata i zesłanie (1147–1180)
Yoritomo był trzecim synem Yoshitomo Minamoto, głowy klanu Minamoto (linii Seiwa Genji), i jego pierwszej żony Yury Gozen, córki Suenori Fujiwara, który był członkiem potężnego klanu Fujiwara. Yoritomo urodził się w Heian-kyō, ówczesnej stolicy Japonii (ob. Kioto). W tym czasie dziadek Yoritomo, Tameyoshi Minamoto, był głową klanu.
W 1156 podział na dwie frakcje dworu cesarskiego doprowadził do otwartej wojny w stolicy (tzw. zamieszki ery Hōgen). Po jednej stronie stali: były cesarz Toba, jego syn cesarz Go-Shirakawa, Tadamichi Fujiwara, syn regenta klanu Fujiwara, Tadazane Fujiwara i Kiyomori Taira (członek klanu Taira). Po drugiej stronie byli to: były cesarz Sutoku razem z młodszym synem Tadazane, Yorinaga Fujiwara.
W sporze tym klan Minamoto był podzielony między dwa obozy. Głowa klanu, Tameyoshi, stanął po stronie byłego cesarza Sutoku, zaś jego syn Yoshitomo stanął po stronie byłego cesarza Toba i cesarza Go-Shirakawa razem z Tadamichim i Kiyomorim. W końcu, siły wokół cesarza Go-Shirakawy wygrały wojnę, zapewniając tym samym zwycięstwo Yoshitomo i Kiyomoriemu. Były cesarz Sutoku został zamknięty w areszcie domowym, a Yorinaga zginął w bitwie. Tameyoshi został skazany na śmierć, nie pomogły nawet liczne prośby Yoshitomo. Cesarz Go-Shirakawa i Kiyomori byli niewzruszeni i wyrok został wykonany. Yoshitomo został głową klanu Minamoto, a Yoritomo został spadkobiercą.
Yoritomo pochodził z rodziny cesarskiej od strony ojca i z klanu Fujiwara od strony matki. Otrzymał swój pierwszy tytuł urzędowy i został mianowany administratorem. Niemniej jednak, w Kioto, pomiędzy klanem Taira, kierowanym przez Kiyomoriego oraz klanem Minamoto, pod przewodnictwem Yoshitomo, zaczęły ponownie narastać animozje.
Kiyomori popierał cesarza Nijō, który był synem Go-Shirakawy. Miał poparcie Nobuyoriego Fujiwary. Tymczasem Yoshitomo stał się stronnikiem byłego cesarza Go-Shirakawy, ich starego sojusznika Tadamichiego Fujiwary i uczonego-dworzanina Michinoriego Fujiwary. Okres ten znany był jako zamieszki ery Heiji. Klan Minamoto nie był dobrze przygotowany i klan Taira przejął kontrolę nad Kioto.
W następstwie, nastały trudne czasy dla klanu Minamoto i jego sojuszników. Michinori Fujiwara i Tadamichi Fujiwara zostali skazani na śmierć, kiedy pałac byłego cesarza Go-Shirakawa został doszczętnie spalony przez klan Taira. Yoshitomo uciekł ze stolicy, jak tylko klan Taira uderzył w 1160, ale został zdradzony i zamordowany przez wynajętych ludzi w prowincji Owari. Dla Yoritomo, nowej głowy klanu Minamoto, oznaczało to zesłanie do miejscowości Hiru-ga-shima, w prowincji Izu, która w tym czasie była pod rządami klanu Hōjō. Kiyomori z klanu Taira był już niekwestionowanym przywódcą Japonii. Yoritomo nie został skazany na śmierć przez Kiyomoriego dzięki prośbom macochy Kiyomoriego, Ikenozenni. Brata Yoritomo, Noriyori Minamoto, także skazano na wygnanie. Podczas gdy Yoshitsune Minamoto, inny brat, zmuszony został udać się do klasztoru. Pozostałe rodzeństwo zostało stracone.
Yoritomo dorastał na wygnaniu. W 1179 r. wszedł do klanu Hōjō, kierowanego przez Tokimasę Hōjō. Ożenił się z jego córką, Masako Hōjō. Cały czas był informowany przez przyjaciół o wydarzeniach w Kioto; wkrótce wygnanie Yoritomo miało się skończyć.

## Wezwanie do walki i początekwojny Gempei(1180–1185)

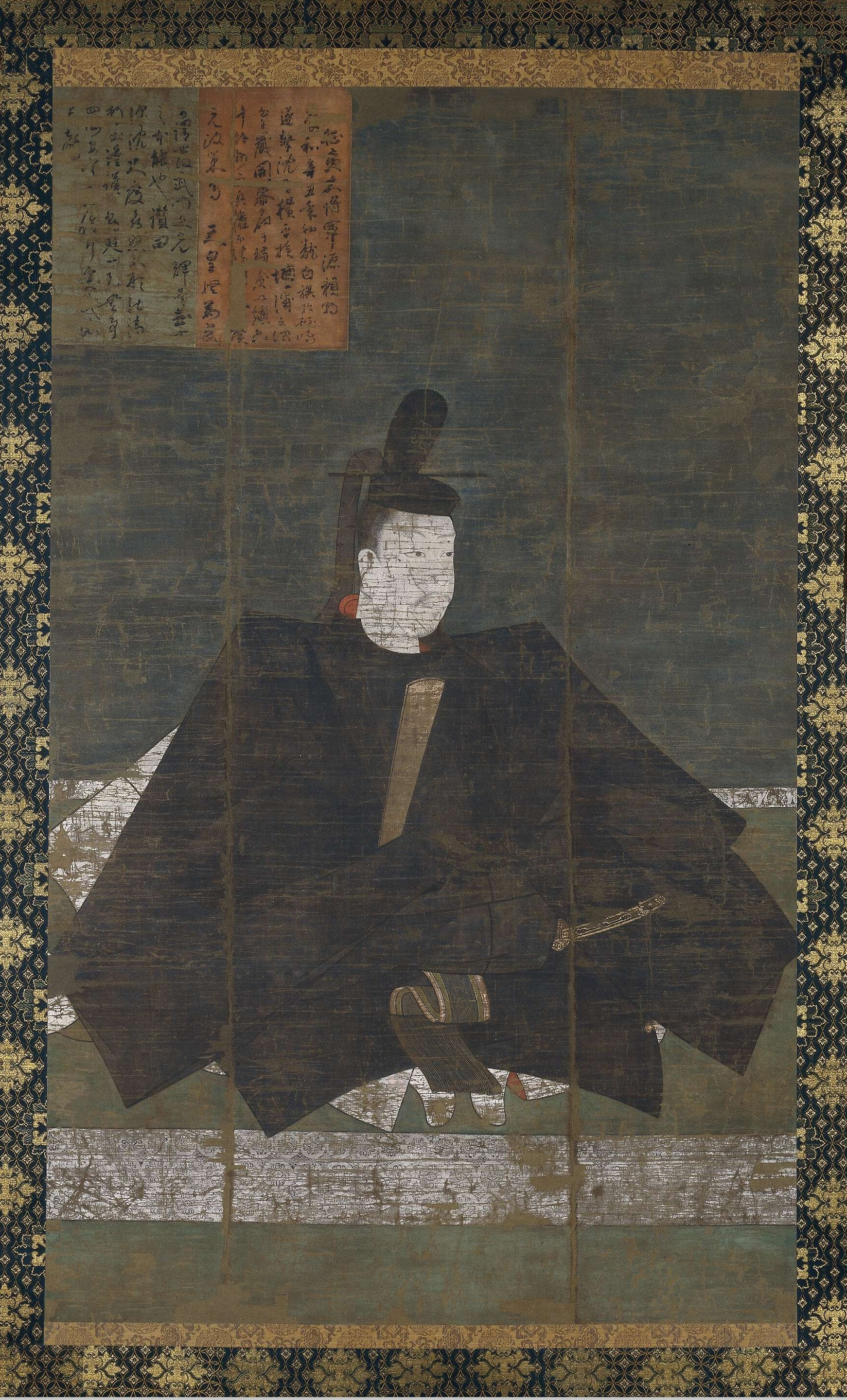
Malowidło na zwojach Minamoto no Yoritomo, koniec XIV wieku

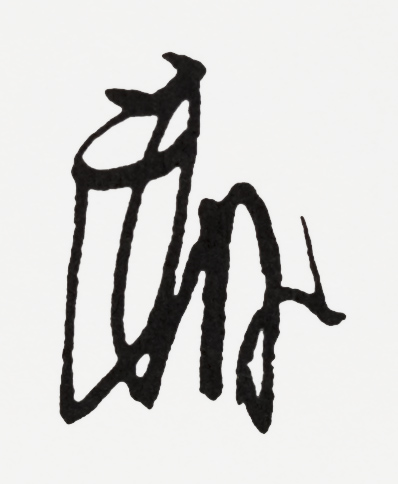
Stylizowany podpis Yoritomo (kaō)

W 1180 książę Mochihito, syn byłego cesarza Go-Shirakawa, upokorzony przez Taira z powodu osadzenia na tronie bratanka Kiyomoriego, cesarza Antoku, wezwał do walki wszystkie klany razem z Minamoto przeciw klanowi Taira. Yoritomo postanowił wziąć udział w tym konflikcie, także z powodu śmierci Yorimasy Minamoto i księcia Mochihito (w bitwie nad Uji). Yoritomo stanął na czele klanu Minamoto i ze wsparciem finansowym klanu Hōjō, rodziny jego żony, założył nową stolicę w Kamakurze na wschodzie kraju. Nie wszyscy członkowie klanu uznali go za prawowitego spadkobiercę rodu. Jego wuj Yukiie Minamoto i jego kuzyn Yoshinaka Minamoto spiskowali przeciw niemu.
W 1181 zmarł Kiyomori Taira, a nową głową klanu został Munemori Taira. Munemori prowadził bardziej agresywną politykę niż jego poprzednik w stosunku do klanu Minamoto, atakując ich formacje w Kioto. Yoritomo był jednak dobrze ufortyfikowany w Kamakurze. Jego bracia, Yoshitsune Minamoto i Noriyori Minamoto pokonali klan Taira w kilku kluczowych bitwach, ale nie mogli jednocześnie powstrzymać Yoshinakę Minamoto, rywala Yoritomo przed zajęciem Kioto w 1183, jak i gonić za klanem Taira na południe, którzy zabrali ze sobą cesarza Antoku. Sytuacja ta zmusiła klan Minamoto do osadzenia na tronie brata Antoku, Go-Toba, jako nowego cesarza.
W 1180 Yoritomo został pokonany w bitwie pod Ishibashiyamą. Była to jego pierwsza poważna porażka, ale nie wpłynęła ona na jego politykę opanowania arystokracji obszaru Kantō, która w szybkim czasie uznała jego władzę. Między 1181 a 1184 istniał rozejm z rodem Taira, który umożliwił Yoritomo rozbudowanie własnej administracji, skupionej wokół jego dowództwa wojskowego w Kamakurze. W końcu zwyciężył swoich rywali, którzy starali się odebrać mu władzę. Yoritomo ustanowił w ten sposób nową kastę samurajów i założył pierwsze „rządy spod namiotu” (jap. bakufu) w Kamakurze. System ten utrzymał się aż do XIX wieku.
Po śmierci Yoritomo Minamoto, tytuł sioguna przeszedł kolejno w ręce jego obu synów, najpierw starszego Yoriie Minamoto (w 1202 roku), a następnie młodszego Sanetomo Minamoto (rok później).
Rodzina jego żony, klan Hōjō, przejęła realną władzę po jego śmieci i po zamordowaniu jego następcy Yoriie Minamoto oraz osadzeniu na stanowisku sioguna jego brata Sanetomo Minamoto, przyjmując tytuł shikkenów (regentów siogunów).

## Ery panowaniabakufuYoritomo
- Kenkyū (1190–1199)
- Shōji (1199–1201)